# Laophila icasta
Laophila icasta är en fjärilsart som beskrevs av Turner 1919. Laophila icasta ingår i släktet Laophila och familjen mätare. Inga underarter finns listade i Catalogue of Life.